# Eva Wichman
Eva Aline Wichman (Helsinki, Finnország, 1908. március 28. – Helsinki, 1975. június 5.) finnországi svéd írónő, fordító, játéktervező.
Wichman a Helsinki művészeti iskolában végzett, majd díszítőművészként és játéktervezőként dolgozott. Az 1930-as években kétszer is aranyérmet nyert fajátékok tervezéséért. Majd a Huhtamäki és a Fazer cégeknél dolgozott igazgatóként, majd szabadúszó művész lett.
Wichman az 1930-as és 1940-es évek modern irodalmának második nemzedékéhez tartozott, történetei gyakran a városi életben játszódtak. Az 1950-es években egy ideig a kommunista párthoz is tartozott, ekkoriban politikai lírákat írt. Természetesen nem volt elégedett azzal, ahogy a kommunista párt bánt a művészekkel és végül kilépett a pártból.
Wichamn 1938 és 1945 között Ralf Parland felesége volt. Tüdőrákban halt meg 1975-ben, 67 évesen.

## Művei
- Mania, novellagyűjtemény, 1937
- Här är allt som förut, 1938
- Molnet såg mig, novellagyűjtemény, 1942
- Ohörbart vattenfall, regény, 1944
- Ormöga, verseskötet, 1946
- Den andra tonen, verseskötet, 1948
- Där vi går, próza, 1949
- Dikt i dag, 1951
- De levande, verseskötet, 1954
- Småkryp i blåsten: urval 1937–1949, 1954
- Färgernas strand, verseskötet, 1956
- Andarnas flykt. Vårt hjärtas kultur. Inbillning, 1957
- Dikter 1960, 1960
- Diktarväg, versválogatás, 1961
- Se dig omkring: Molnet såg mig och andra berättelser, 1962
- Det sker med ens, verseskötet, 1964
- Orientering, verseskötet, 1967
- Dikter nu, 1975
- Bitar av livet, belysta. Eva Wichmans efterlämnade prosa, szerkesztő: Inga-Britt Wik, 1977

## Fordítás
- Ez a szócikk részben vagy egészben  az   Eva Wichman című finn Wikipédia-szócikk ezen változatának fordításán alapul.  Az eredeti cikk szerkesztőit annak laptörténete sorolja fel. Ez a jelzés csupán a megfogalmazás eredetét és a szerzői jogokat jelzi, nem szolgál a cikkben szereplő információk forrásmegjelöléseként.